# Agencia de ayuda
Una agencia de ayuda es una organización dedicada a distribuir lo que se denomina ayuda exterior de tipo no militar. Existen en el mundo muchas organizaciones de ayuda, algunas gubernamentales como por ejemplo AusAID (Australia), USAID (Estados Unidos), Ministerio de Desarrollo Internacional (Reino Unido) —DFID por sus siglas en inglés—, AECID (España), EuropeAid (Unión Europea), ECHO (Unión Europea), etc, otras intergubernamentales como por ejemplo PNUD, y otras de tipo privado (Organizaciones No Gubernamentales, ONG) como por ejemplo ActionAid, Ducere Foundation, Oxfam o World Vision. El Comité Internacional de la Cruz Roja es la organización humanitaria más antigua y la única mandatada por un tratado internacional para mantener los Convenios de Ginebra.
La ayuda que se brinda básicamente puede ser subdividida en dos categorías: (1) ayuda humanitaria (ayuda de emergencia en respuesta por ejemplo a algún tipo de desastre natural), y (2) cooperación al desarrollo (o ayuda exterior), que pretende ayudar a los países en desarrollo a alcanzar un crecimiento económico sostenible a largo plazo con el propósito de reducir la pobreza. Algunas agencias de ayuda manejan los dos aspectos o categorías citados, como por ejemplo EcoCARE Pacific Trust o ADRA), mientras que otras agencias están más especializadas, como por ejemplo la Cruz Roja en ayuda humanitaria, o PNUD en ayuda al desarrollo.